# Ammophila koppenfelsii
Ammophila koppenfelsii là một loài côn trùng cánh màng trong họ Sphecidae, thuộc chi Ammophila. Loài này được Taschenberg miêu tả khoa học đầu tiên năm 1880.